# Tomentellastrum caesiocinereum
Tomentellastrum caesiocinereum är en svampart som beskrevs av Svrcek 1958. Tomentellastrum caesiocinereum ingår i släktet Tomentellastrum och familjen Thelephoraceae.   Inga underarter finns listade i Catalogue of Life.